# Hexafluoracetylaceton
Hexafluoracetylaceton je organická sloučenina se vzorcem CF3C(O)CH2C(O)CF3 (zkráceně hfacH). Jde o bezbarvou kapalinu používanou na přípravu ligandů a jako reaktant v epitaxi z organokovových sloučenin (MOVPE). Vyskytuje se pouze jako enolový tautomer, CF3C(OH)=CHC(O)CF3; například acetylaceton je v enolové formě jen z 85 %.
Komplexy jeho konjugované zásady jsou těkavější a Lewisovsky kyselejší než odpovídající komplexy acetylacetonu.
Jsou popsána viditelná spektra měďnatého komplexu a od něj odvozené dehydratované sloučeniny v tetrachlormethanu.
Existují sloučeniny typu bis(hexafluoroacetylacetonáto)měď:Bn, kde :B jsou Lewisovy zásady, například N,N-dimethylacetamid, dimethylsulfoxid nebo pyridin a n = 1 nebo 2. Protože je hexafluoracetylacetonát měďnatý rozpustný v tetrachlormethanu, jeho Lewisovskou kyselost lze zkoumat skrz 1:1 adukty s řadou různých Lewisových zásad.
První příprava tohoto organofluoridu spočívala v kondenzaci ethylesteru kyseliny trifluoroctové s 1,1,1-trifluoracetonem.
Zkoumány byly především měďnaté komplexy této látky, jako je Cu(Hfac)(trimethylvinylsilan), a to pro možné využití v mikroelektronice.
V důsledku své vysoké elektrofility může být hexafluoracetylaceton ve vodném prostředí hydratován za vzniku tetraolu.